# Caddo (Oklahoma)
Pour les articles homonymes, voir Caddo.
Caddo est une ville du comté de Bryan, dans l'État d'Oklahoma, aux États-Unis,. En 2010, elle compte une population de 997 habitants.

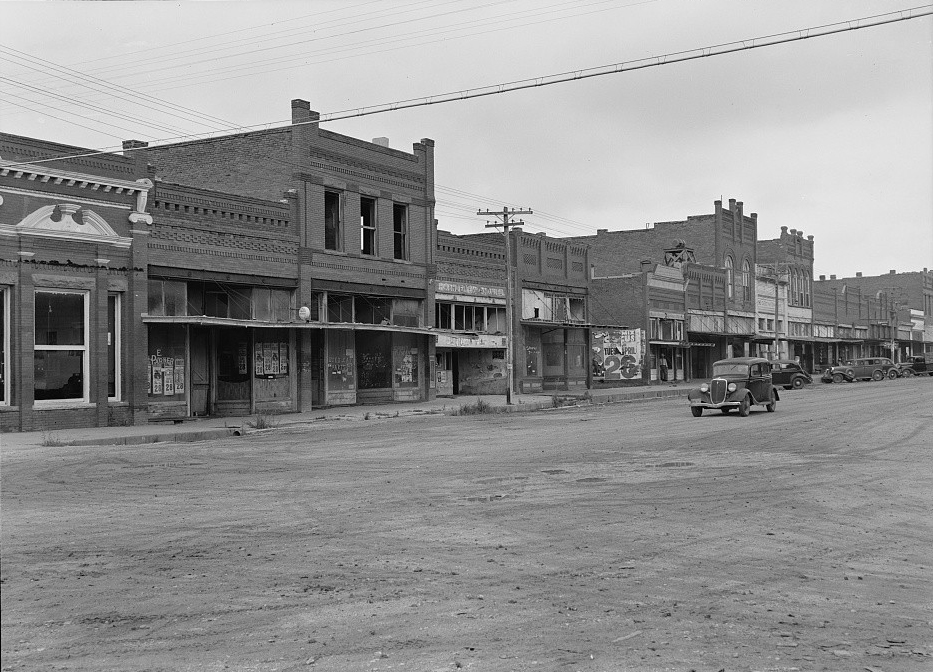
Caddo, Oklahoma en 1938 pendant la Grande Dépression

## Démographie
Lors du recensement de 2010, la ville comptait une population de 997 habitants, tandis qu'en 2019, elle est estimée à 1 104 habitants.